# Krystyna Wiśniewska-Szabelska

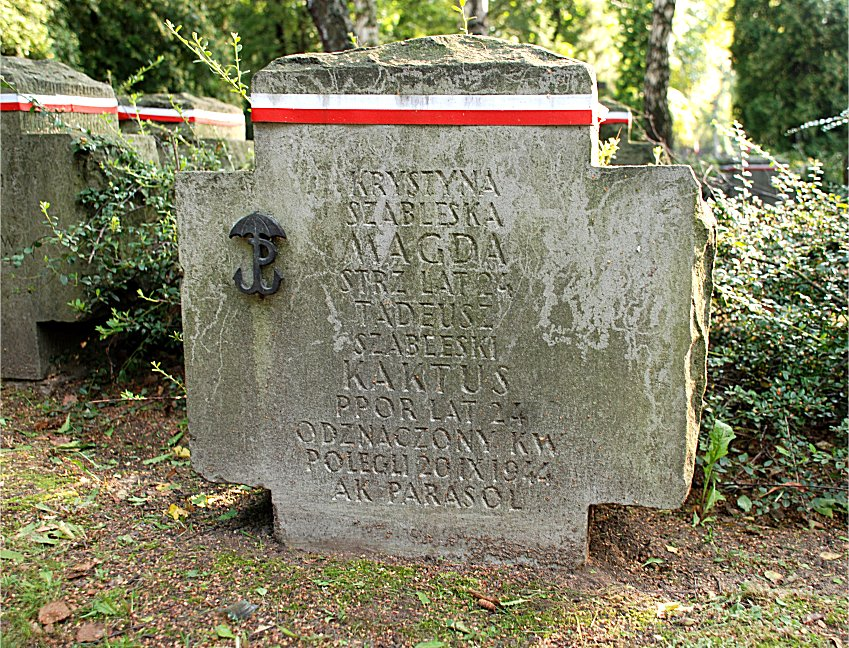
Grób na Powązkach

Krystyna Wiśniewska-Szabelska ps. „Magda” (ur. 20 marca 1920 w Warszawie, zm. 21 września 1944 tamże) – harcerka, łączniczka dowództwa w batalionie „Parasol”, uczestniczka powstania warszawskiego.

## Życiorys
Była córką Kazimierza i Marii z domu Hencel.Przed wojną była drużynową 62. Warszawskiej Żeńskiej Drużyny Harcerskiej. Podczas okupacji hitlerowskiej należała do kręgu starszoharcerskiego „Kuźnica”, a także dowodziła grupą kobiecą organizacji małego sabotażu „Wawer” w dzielnicy Praga-Południe. Działała jako łączniczka i kolporterka. W powstaniu warszawskim była łączniczką w dowództwie i adiutanturze batalionu „Parasol”, z którym przeszła szlak bojowy z Woli, przez Starówkę, Śródmieście, aż na Czerniaków, gdzie 21 września 1944 poległa w okolicach ulicy Wilanowskiej 10. Miała 24 lata.
Jej brat Zbigniew Wiśniewski oraz mąż ppor. Tadeusz Szabelski (ur. 17 kwietnia 1920, odzn. KW) byli również żołnierzami batalionu „Parasol”. Brat został aresztowany i zamordowany przez Gestapo w lutym 1944 r. Jej mąż zginął tego samego dnia co ona, również przy ul. Wilanowskiej 10. Zostali razem pochowani w kwaterach żołnierzy batalionu „Parasol” na Powązkach Wojskowych w Warszawie (kwatera A24-7-6).